# Огнянович, Деян
Деян Огнянович (черног. Dejan Ognjanović / Дејан Огњановић; 21 июня 1978, Котор, СФРЮ) — югославский и черногорский футболист, игравший на позиции защитника. В 2018 году завершил карьеру. 

## Карьера

### Клубная
Деян является воспитанником «Бокеля». С 1994 по 1998 годы он играл в его основном составе. Также в период существования Союзной Республики Югославия он успел поиграть за такие клубы как «Будучност» и «Партизан». В период с 2004 по 2005 годы на правах аренды выступал за португальский «Эшторил-Прая». Однако ни разу не вышел на поле.
С лета 2005 до лета 2006 года Деян находился в аренде у ФК «Обилич». Всего за год сыграл 14 матчей.
Летом 2006 года Огнянович вернулся в португальский клуб и играл там два года. На поле выходил в 21 матче.
Позже выступал за польский «Лодзь», сербский «Смедерево» и албанский «Кастриоти».
В начале 2013 года вернулся в Черногорию и подписал контракт с «Сутьеской». Дебютировал в новом клубе 26 февраля в домашнем матче против клуба «Грбаль». Деян появился на поле в стартовом составе и отыграл весь матч. В итоге, победу одержала «Сутьеска» с минимальным счётом 1:0. Всего в сезоне 2012/13 сыграл в составе своей команды 14 матчей.

### Международная
Деян провёл два матча за сборную Югославии и пять за сборную Черногории.

## Достижения
- Чемпион Черногории (2): 2012/13, 2013/14